# Philippe Monin
 (septembre 2022).
Si vous disposez d'ouvrages ou d'articles de référence ou si vous connaissez des sites web de qualité traitant du thème abordé ici, merci de compléter l'article en donnant les références utiles à sa vérifiabilité et en les liant à la section « Notes et références ».
Philippe Monin est un homme politique français, né le 13 avril 1906 à Joigny (Yonne) et décédé le 11 juillet 1971 dans le 13e arrondissement de Paris.

## Biographie
Journaliste dans la presse agricole, Philippe Monin s'engage en politique après la seconde guerre mondiale. En 1945, il mène en Haute-Garonne une liste de droite, étiquetée « Entente républicaine », mais n'obtient que 3,8 % des voix, ce qui est largement insuffisant pour qu'il soit élu.
Après cet échec, il retente sa chance dans l'Orne, en novembre 1946. De nouveau à la tête d'une liste de droite, il obtient le soutien de Jacques Roulleaux-Dugage, qui y figure en deuxième position. Avec 21,8 % des voix, il est élu député et siège au sein du groupe des Républicains Indépendants.
Vice-président de la commission des boissons à sa création, en juin 1949, il développe une intense activité parlementaire, déposant une dizaine de propositions de loi et intervenant régulièrement dans les débats. Pour l'essentiel, il s'agit de questions relatives à l'agriculture et au monde agricole.
Après avoir vainement tenté d'entrer au Conseil de la République lors des élections de 1948, il mène de nouveau une liste conservatrice pour les législatives de 1951. Malgré une forte baisse de son résultat, il est réélu pour un second mandat.
Devenu président de la commission des boissons, il est appelé au gouvernement par Pierre Mendès-France, qui en fait son secrétaire d'Etat au commerce, et occupe cette fonction de novembre 1954 à la chute du gouvernement, en février 1955.
En 1956, il se représente aux législatives, mais doit compter avec la concurrence d'une liste soutenue par le CNI et menée par deux députés sortants élus en 1951 avec l'étiquette gaulliste, Paul Pelleray et Pierre Couinaud. Il défend alors le retour au scrutin d'arrondissement, dans la suite d'une proposition de loi qu'il avait déposé durant la législature.
Bien que n'ayant obtenu que 10 % des voix, il est réélu du fait de l'apparentement de sa liste avec celles du CNI et du MRP. Il siège alors au sein du petite groupe paysan, apparenté à celui du CNI.
Opposé au retour de Charles de Gaulle au pouvoir, il décide en 1958 de ne pas se représenter dans l'Orne et de tenter sa chance dans le XXème arrondissement de Paris. Il n'obtient cependant que 4,5 % des voix. Après cet échec, il se retire de la vie politique.

## Fonctions
- Député de l'Orne de 1946 à 1958

- Secrétaire d'État au Commerce dans le gouvernement Pierre Mendès France du 12 novembre 1954 au 23 février 1955[3]